# 빌려드립니다 바퀴 달린 집
《빌려드립니다 바퀴 달린 집》는 대한민국의 tvN에 방송하는 예능 텔레비전 프로그램이다.

## 기획 의도
본편의 출연진인 배우 성동일, 김희원에게 열쇠를 빌려 주인 없이 살아보는 콘셉트의 프로그램이다.

## 출연진
- 강하늘
- 한효주
- 이광수
- 권상우
- 채수빈
- 세훈
- 김성오
- 박지환
- 김기두